# Stictoptera timesioides
Stictoptera timesioides là một loài bướm đêm trong họ Noctuidae.